# Virgil Thomson
Virgil Thomson (25. november 1896 i Kansas City, Missouri – 30. september 1989 i New York) var en amerikansk komponist og musikkritiker. Han studerede komposition hos Nadia Boulanger i Paris, og komponerede i Neo-Klassisk stil. Han vendte tilbage til USA, hvor han blev en af de mest anerkendte
musikkritikere. I 1954 helligede han sig komposition. Han tilstræber i sin musik en enkelt naivistisk stil. Har skrevet operaer, 3 symfonier, orkester- og kammermusik, musikalske portrætter for forskellige instrumentalbesætninger, samt sange.

## Udvalgte værker
- Symfoni nr. 1 "Symphony on a Hymn Tune" (Symfoni på en salme melodi) (1928) - for orkester
- Symfoni nr. 2 (1931, Rev. 1941) - for orkester
- Symfoni nr. 3 (1972) - for orkester
- "Floden" (suite for orkester) (1938) - filmmusik
- "Ploven, der brød markerne" (suite for orkester) (1936) - filmmusik
- "Lousiana historie" (suite for orkester) (1948) - filmmusik
- "Moderen for os alle" (1947) - opera
- "Fire Helgener" (I tre akter) (1928) - opera
- "Lord Byron" (1966-1968) - opera
- Fløjtekoncert (1954) - for fløjte, harpe, slagtøj og strygeorkester
- "Ni portrætter" (1930-1969) - for klaver